# Myriam Spiteri Debono
Myriam Spiteri Debono (Rabat, 25 ottobre 1952) è una politica e notaia maltese, undicesimo e attuale presidente di Malta dal 4 aprile 2024. In precedenza, è stata anche Presidente della Camera dei Rappresentanti di Malta dal 1996 al 1998, e la prima donna a ricoprire questa carica.
Il 27 marzo 2024 è stata eletta presidente della Repubblica di Malta con votazione unanime del Parlamento di Malta ed è entrata in carica il 4 aprile successivo.

## Biografia
Spiteri Debono è nata a Victoria, sull'isola di Gozo, a Malta. Ha frequentato le scuole a Gozo e successivamente ha studiato Letteratura e Linguistica Inglese all'Università di Malta, laureandosi nel 1973. Ha studiato anche legge e nel 1989 si è laureata come notary public.
Le sue prime nomine a incarichi pubblici includono quella di presidente della Cooperatives Board e membro fondatore della Commissione per la Parità di Genere a Malta.
Si è candidata per il Partito Laburista in cinque elezioni generali (nel 1981, 1987, 1992, 1996 e 2003), ma non è stata eletta in nessuna occasione. Nel 1982 viene tuttavia eletta nell'esecutivo nazionale del Partito.
Tra il 1993 e il 1996, Spiteri Debono ha ricoperto il ruolo di presidente della sezione femminile del Partito Laburista.
A settembre 1996 è stata nominata Presidente della Camera dei Rappresentanti di Malta dal primo ministro Alfred Sant, ricoprendo il ruolo fino all'ottobre 1998. Debono è stata la prima donna a Malta a ricoprire tale incarico.
A gennaio 2023, il Partito Nazionalista ha proposto Debono per il ruolo di Commissario agli Standard, tuttavia Debono ha ufficialmente declinato l'offerta sostenendo di non essere né interessata né adatta a ricoprire tale posizione.

## Presidenza
Il 21 marzo 2024 è stato reso noto che Debono era la candidata più probabile per essere eletta come Presidente della Repubblica di Malta. L'indiscrezione è stata confermata la settimana seguente da una dichiarazione congiunta emessa dagli uffici del Primo Ministro e del Leader dell'Opposizione. Il 27 marzo 2024, la Camera dei Rappresentanti di Malta ha votato all'unanimità per eleggere Spiteri Debono come 11º presidente di Malta, diventando così il primo presidente ad essere eletto utilizzando le nuove riforme costituzionali del 2020, le quali includono la nuova richiesta di approvazione dei due terzi del parlamento per il candidato presidenziale.
Spiteri Debono è la terza donna a ricoprire la carica di Presidente di Malta, dopo Agatha Barbara e Marie Louise Coleiro Preca. È anche la terza persona originaria di Gozo dopo Anton Buttigieg e Ċensu Tabone ad essere nominata Presidente della Repubblica.
Debono si è insediata come presidente il 4 aprile 2024 a La Valletta.

## Vita privata
Spiteri Debono vive attualmente a Birkirkara. È sposata con il notaio Anthony Spiteri Debono. La coppia ha 3 figli: Elena, George e Maria Kristina.